# ノヴァラパークスタッド
ノヴァラパークスタッド（NovaraParkStud）は、ニュージーランドワイカト地方ゴートンロードにある競走馬の生産及び種牡馬の繋養を行う牧場である。
マネージャーのレイ・ナイト氏は、かつて同じニュージーランドカムブリッジにあったアシュウェルファームの場長としてペインテドブラックなどを種牡馬としてスタッドインするなどしてきたが、後にワイカトに移りノヴァラパークスタッドを開設し、運営に携わるようになった。

## 繋養種牡馬
- スウェイネス
- ステファノス(2019年〜)
- キングオブコメディ(2021年〜)
- Press Statement

## 過去の繋養種牡馬
- ジャッカルベリー